# Aplidium millari
Aplidium millari är en sjöpungsart som beskrevs av Monniot 1994. Aplidium millari ingår i släktet Aplidium och familjen klumpsjöpungar.
Artens utbredningsområde är Södra Ishavet. Inga underarter finns listade i Catalogue of Life.